# دومینگو کارولا

تیم فوتبال بارسلونا در فصل ۱۹۲۸/۲۹

دومینگو کارولا (انگلیسی: Domingo Carulla; ۲۵ اکتبر ۱۹۰۳ – ۳۱ دسامبر ۱۹۳۹) بازیکن سابق فوتبال اهل اسپانیا بود که بیشتر دوران حرفه‌ای خود را در باشگاه بارسلونا گذراند.
وی همچنین در تیم‌های ملی فوتبال کاتالونیا و تیم ملی فوتبال اسپانیا بی بازی کرده‌است.